# Úrvalsdeild 1939
Thống kê của Úrvalsdeild mùa giải 1939.

## Tổng quan
Có 4 đội tham gia, và Fram giành chức vô địch. Birgir Guðjónsson và Þorsteinn Einarsson của KR là vua phá lưới với 3 bàn thắng mỗi cầu thủ.

## Bảng xếp hạng
| Vị thứ | Câu lạc bộ | St | T | H | B | BT | BB | HS | Đ |
| 1      | Fram       | 3  | 2 | 0 | 1 | 5  | 6  | -1 | 4 |
| 2      | KR         | 3  | 1 | 1 | 1 | 7  | 5  | +2 | 3 |
| 3      | Víkingur   | 3  | 1 | 1 | 1 | 3  | 3  | +0 | 3 |
| 4      | Valur      | 3  | 0 | 2 | 1 | 3  | 4  | -1 | 2 |